# Родес, Иоганн де
Иоганн де Родес (де-Родес; год рождения неизвестен — 31 декабря 1655) — торговый представитель Швеции в Москве, автор сочинений о России XVII века.
В период правления королевы Кристины был отправлен в Москву, откуда посылал подробные отчёты о торговле и внешней политике царской Москвы. Отчёты хранятся в шведском Национальном архиве, и большая часть из них была переведена на русский язык.